# Новосёловка (река, впадает в Свободное озеро)
Новосёловка (фин. Somerikonjoki) — река в России, протекает по территории Каменногорского городского поселения Выборгского района Ленинградской области и общине Раутъярви области Южной Карелии Республики Финляндии. Длина реки — 20 км, площадь водосборного бассейна — 377 км².
Река берёт начало из озера Пурнуярви на территории Финляндии на высоте 68,8 м над уровнем моря и далее течёт преимущественно в юго-восточном направлении.
Река в общей сложности имеет тридцать притоков суммарной длиной 60 км.
Кроме того в Новосёловку впадает река Жигулёвка (с притоком реки Звонкой, вытекающая из озера Жигулёвского.
Также к бассейну Новосёловки относятся озёра Хийденъярви и Пограничное.
Впадает в озеро Свободное на высоте 21,3 м над уровнем моря.
Населённые пункты на реке отсутствуют.
Название реки переводится с финского языка как «галечная река».
Код объекта в государственном водном реестре — 01040300212102000009287.